# Burgemeester van Walsumweg
De Burgemeester van Walsumweg is een korte vierstrooksweg in Rotterdam. Hij loopt vanaf het Oostplein in de richting van het centrum van Rotterdam en gaat onder het Blaakse Bos over in de Blaak. De straat begint en eindigt bij verkeerslichten; halverwege bevinden zich een zebrapad en twee drempels. Aan de noordelijke zijde bevindt zich een brede strook met gras en bomen, met daarnaast de winkelstraten Groenendaal en Hoogstraat met bebouwing uit de jaren 1950. De zuidflank wordt sinds de jaren 80 gedomineerd door appartementen tot acht verdiepingen hoog.
In het middeleeuwse Rotterdam vormde de Hoogstraat de aanvankelijke stadsgrens en had de Maas hier vrij spel. Nadat de aanleg van een haven in het Harinckvliet (Haringvliet) in 1590 de grens had opgeschoven, werd het gebied Groenendaal in het verlengde van de Blaak ook uitgegraven en kreeg het de naam Nieuwe Haven. Deze naam leeft voort in de straat tussen het Haringvliet en de Burgemeester van Walsumweg.
In de vroege jaren 60 werd de Nieuwehaven gedempt. Het wederopbouwplan voorzag hier in een verkeersader.
De straat werd bij benoemingsbesluit B&W de dato 16 juli 1982 vernoemd naar voormalig burgemeester mr. G.E. (Gerard) van Walsum, burgemeester van Rotterdam van 1952 tot 1965. Daarvoor was deze weg het zuidelijke gedeelte van de Groenendaal, die er parallel aan ligt.
Sinds de opening van de oost-westlijn in 1982 van de Rotterdamse metro, loopt onder de straat de buis van de metro. De tunnel ligt deels onder de weghelft voor het verkeer richting het westen en deels onder de perkjes langs de straat. Tevens rijden over de straat tramlijnen 1 en 11 op een aparte strook naast de auto's.
Eind jaren 80 werd ter hoogte van de kruising met de Kipstraat een modern kunstwerk in de vorm van een gestileerde hoorn des overvloeds onthuld. Het zou een eerbetoon aan de Lof der Zotheid van Erasmus symboliseren.

## Fotogalerij

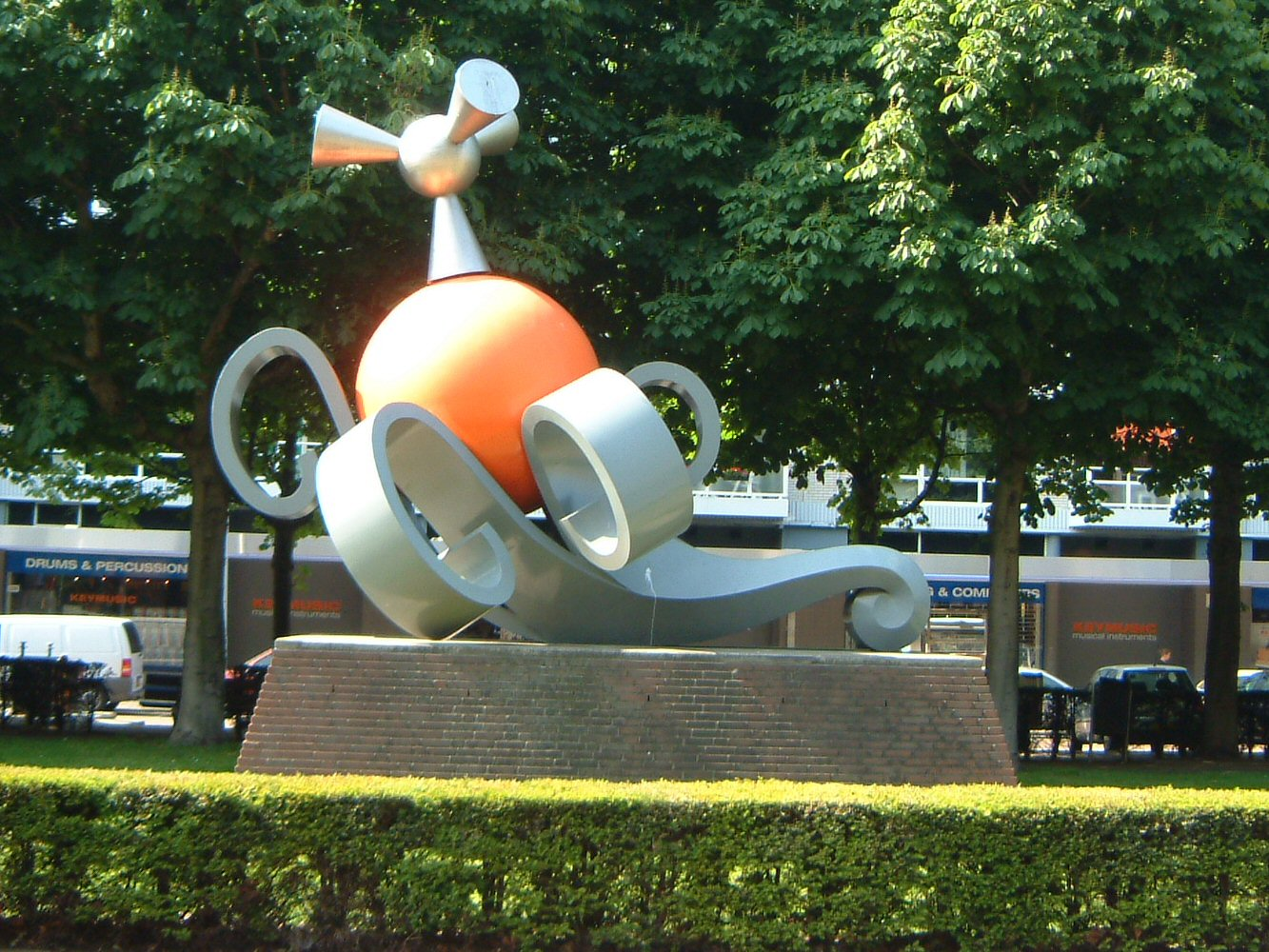
Kunstwerk "Lof der Zotheid" van Geert van de Camp aan de Burgemeester van Walsumweg

Admiraal de Ruyterweg ·
Admiraliteitskade ·
Aert van Nesstraat ·
Baan ·
Batavierenstraat ·
Beukelsdijk ·
Beursplein ·
Beurstraverse ·
Binnenweg ·
Binnenwegplein ·
Binnenrotte ·
Blaak ·
Boezemweg ·
Boompjes ·
Bosland ·
Botersloot ·
Burgemeester van Walsumweg ·
Churchillplein ·
Coolsingel ·
Coolvest ·
Eendrachtsplein ·
Eendrachtsweg ·
Geldersekade ·
Goudsesingel ·
's-Gravendijkwal ·
Haagseveer ·
Henegouwerlaan ·
Hofdijk ·
Hofplein ·
Hoogstraat ·
Jonker Fransstraat ·
Karel Doormanstraat ·
Kipstraat ·
Kolk ·
Koningin Emmaplein ·
Korte Hoogstraat ·
Kruiskade ·
Kruisplein ·
Leuvehoofd ·
Lijnbaan ·
Lombardkade ·
Maasboulevard ·
Mariniersweg ·
Mathenesserlaan ·
Mauritsweg ·
Meent ·
Museumpark ·
Oostmolenwerf ·
Oostplein ·
Oude Binnenweg ·
Parkkade ·
Parklaan ·
Pim Fortuynplaats ·
Plein 1940 ·
Pompenburg ·
Rochussenstraat ·
Saftlevenstraat ·
Schiedamsedijk ·
Schiedamse Vest ·
Schouwburgplein ·
Spaansekade ·
Stadhuisplein ·
Stationsplein ·
Stroveer ·
Van Oldenbarneveltstraat ·
Vasteland ·
Veerkade ·
Weena ·
Westblaak ·
Westerkade ·
West-Kruiskade ·
Westersingel ·
Westplein ·
Willemskade ·
Willemsplein ·
Witte de Withstraat